# Cattedrale di San Michele Arcangelo e San Floriano
La cattedrale di San Floriano o basilica cattedrale di San Michele Arcangelo e San Floriano (in polacco: bazylika katedralna św. Michała Archanioła i św. Floriana Męczennika) è situata nel quartiere Praga di Varsavia ed è la cattedrale della diocesi di Varsavia-Praga.

## Storia
La chiesa è stata costruita alla fine del XIX secolo, come segno di protesta nei confronti del governo che aveva ottenuto il controllo di parte della Polonia dal Congresso di Vienna quando Varsavia divenne capitale del cosiddetto Regno di Polonia del Congresso, Stato semiautonomo legato all'Impero russo. Vennero infatti edificate in Polonia diverse chiese ortodosse russe, tra cui la monumentale chiesa ortodossa di Maria Maddalena, oggi cattedrale ortodossa di Varsavia, per ospitare gli oltre 40.000 ortodossi presenti in città  a fine Ottocento Per protestare contro l'imposizione percepita di una chiesa straniera, tra 1897-1904 venne edificata dunque la chiesa di San Floriano, con una struttura svettante con due torri di 75 metri.
Durante e dopo la Battaglia di Varsavia, le chiese di Varsavia furono utilizzate come nascondiglio per gli ebrei, l'esercito di Varsavia e come rifugio per i civili in generale. La chiesa di San Floriano venne dunque distrutta dai tedeschi al momento di ritirarsi dalla Polonia nel 1944. La chiesa rimase in rovina per diversi anni, quando nel 1950 ebbero inizio le opere di ricostruzione su iniziativa degli abitanti della città. La chiesa ricostruita è stata riaperta nel 1972.
La chiesa di San Floriano è stata elevata a cattedrale contestualmente all'erezione della diocesi di Varsavia-Praga, il 25 marzo 1992, nell'ambito della riorganizzazione delle diocesi polacche voluta da papa Giovanni Paolo II con la bolla Totus tuus Poloniae populus. Nello stesso anno la chiesa è stata anche elevata a basilica minore.

## Galleria d'immagini

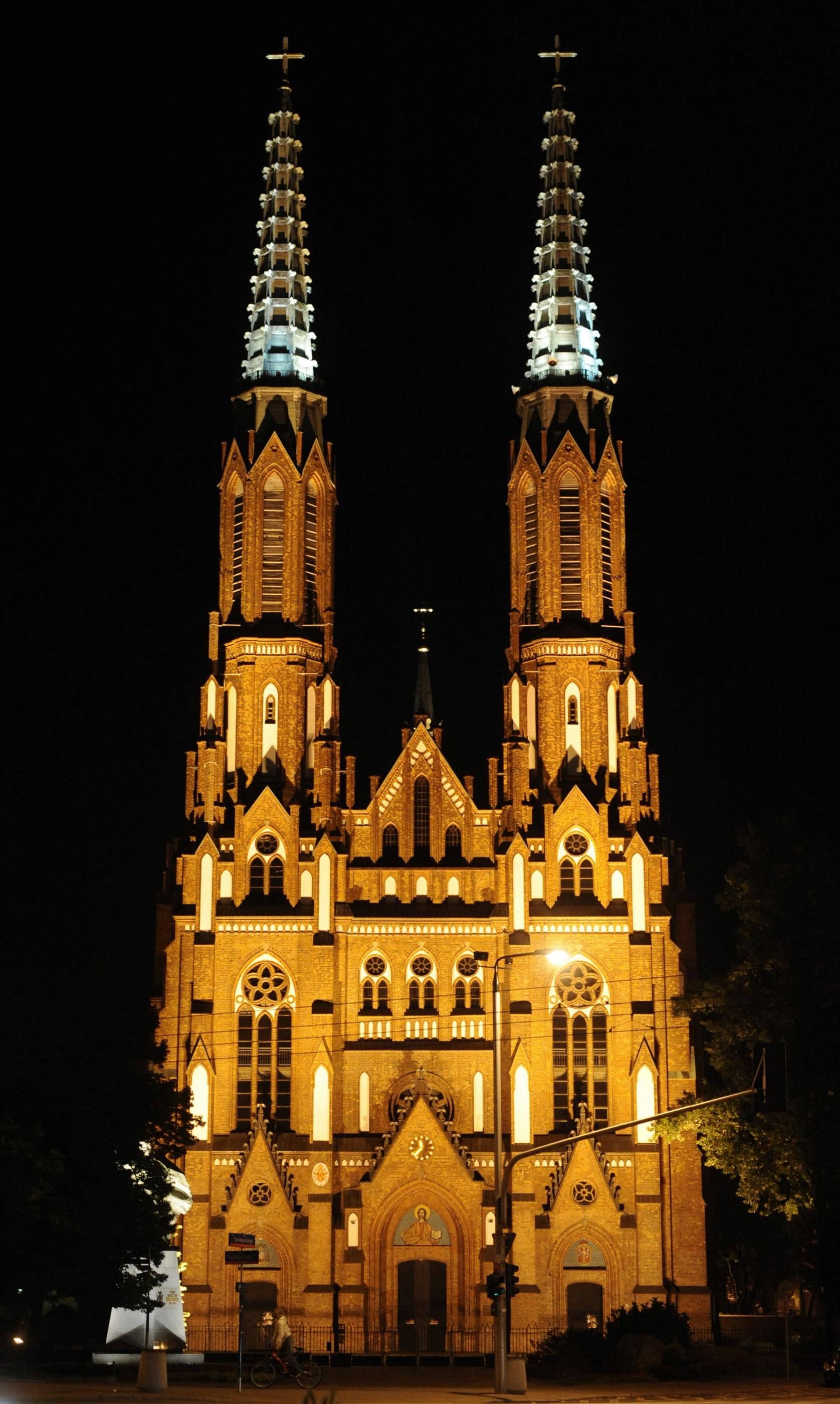
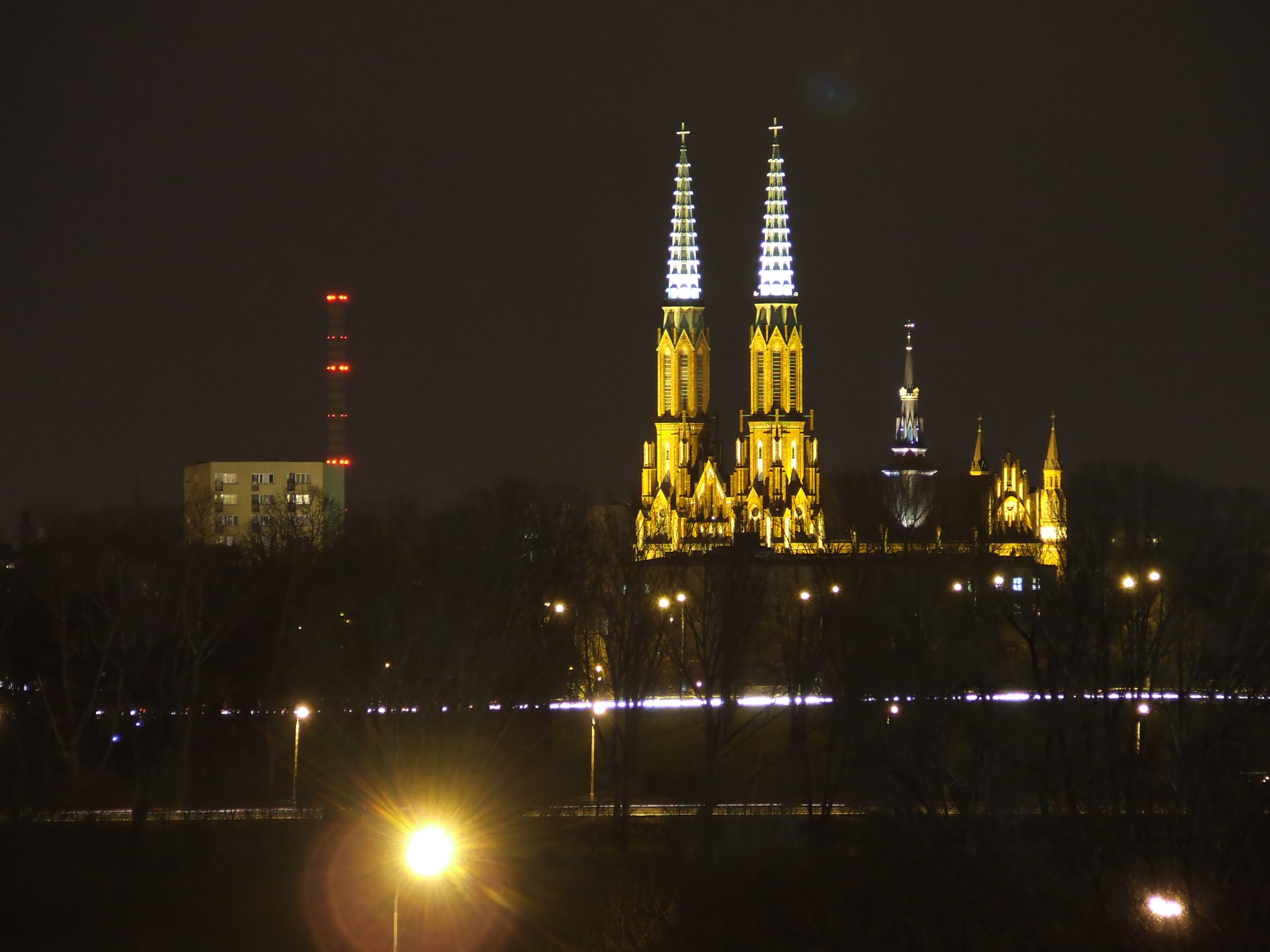
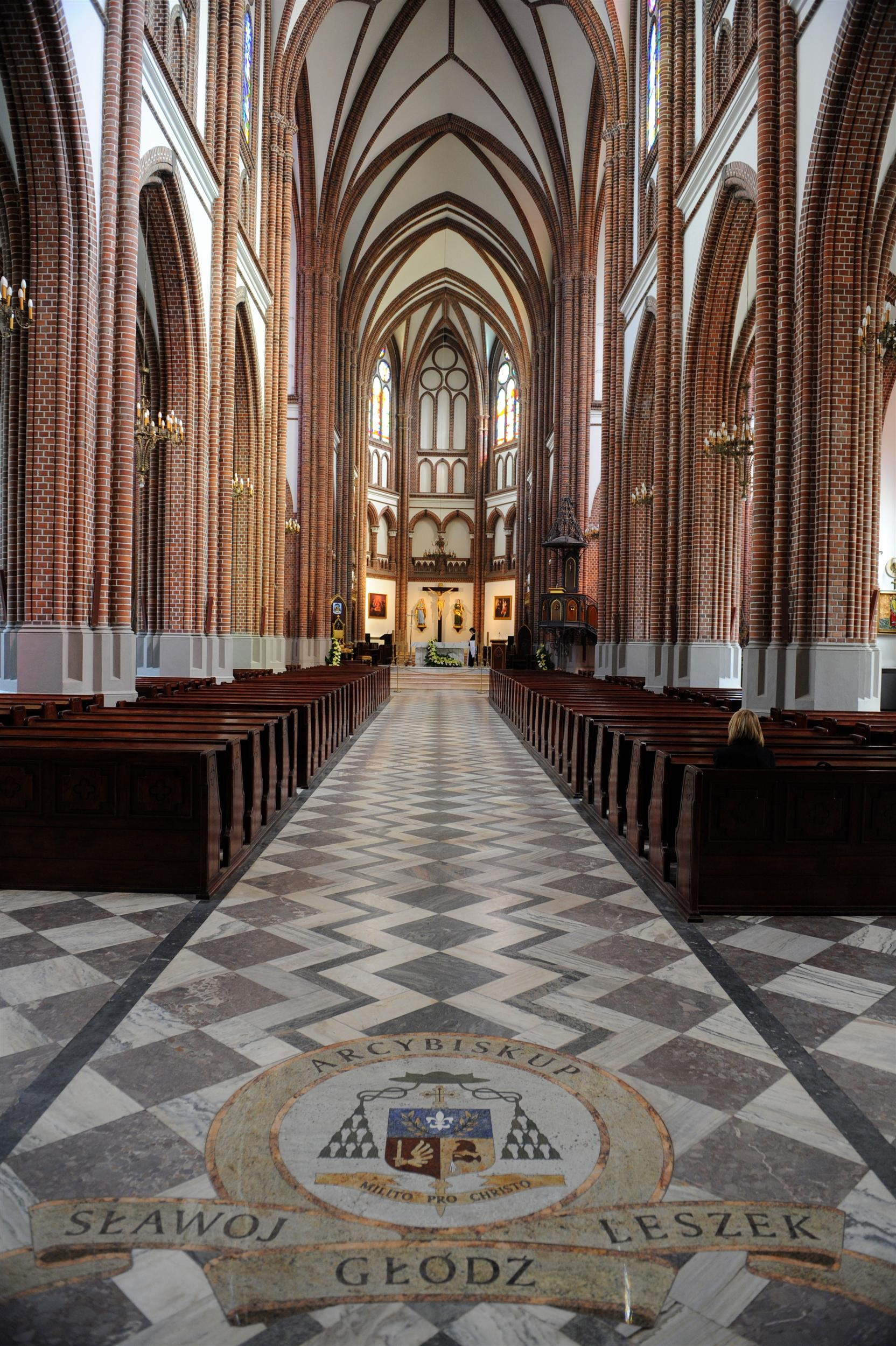
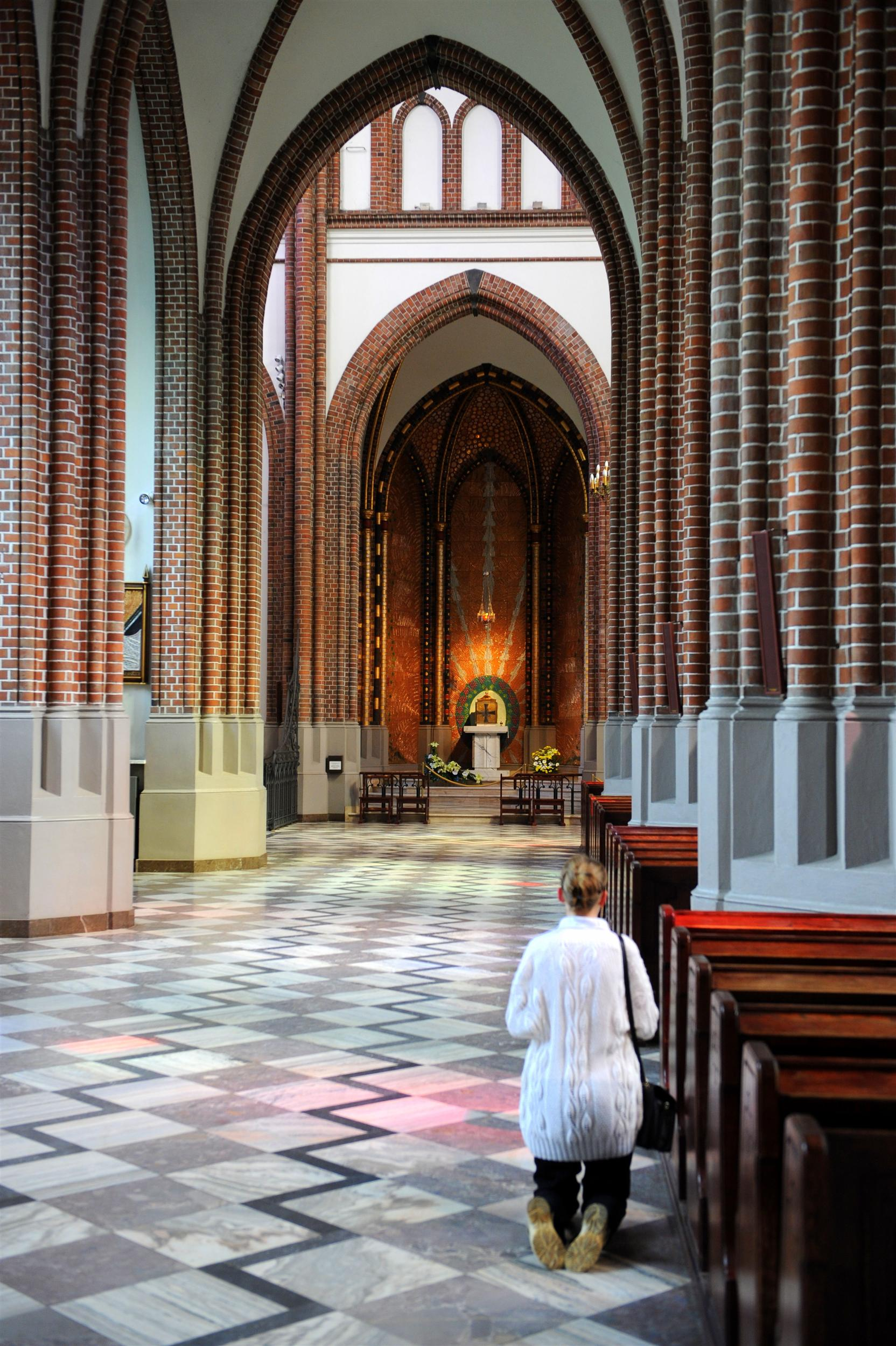
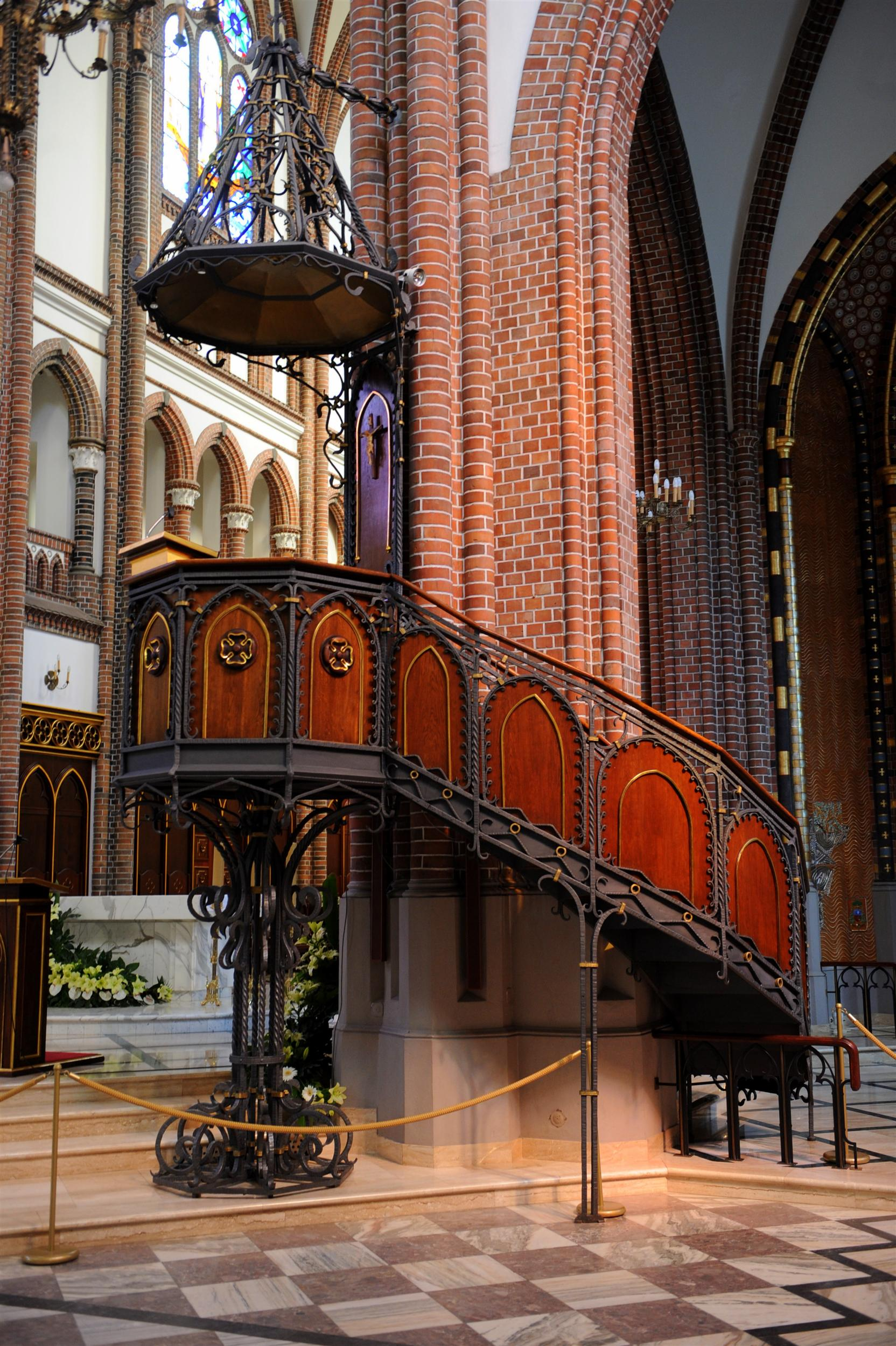